# ارشیا الماسی
ارشیا الماسی  (زاده ‎۸ فروردین ۱۳۷۶) بازیکن واترپلو اهل ایران است. از افتخارات وی میتوان به کسب مدال برنز در بازی‌های آسیایی ۲۰۱۸ اشاره کرد.